# Hockingport
Hockingport – jednostka osadnicza w Stanach Zjednoczonych, w stanie Ohio, w hrabstwie Athens.